# Stará radnice (Brno)
Stará radnice v Brně je bývalá radniční budova a nejstarší světská stavba ve městě. Nachází se v historickém centru Brna v katastrálním území Město Brno, mezi Zelným trhem a náměstím Svobody na Radnické ulici. Počátky stavby sahají do 13. století. Jako radnice stavba sloužila až do roku 1935, poté radní přesídlili do nedalekého nově zrekonstruovaného Zemského domu, kterému se proto začalo říkat Nová radnice. V současnosti se v prostorách Staré radnice nachází kulturní a informační centrum, v průjezdu věže je nainstalováno brněnské kolo a drak, ke kterým se váže několik brněnských pověstí. Od roku 2024 je národní kulturní památkou.

## Historie

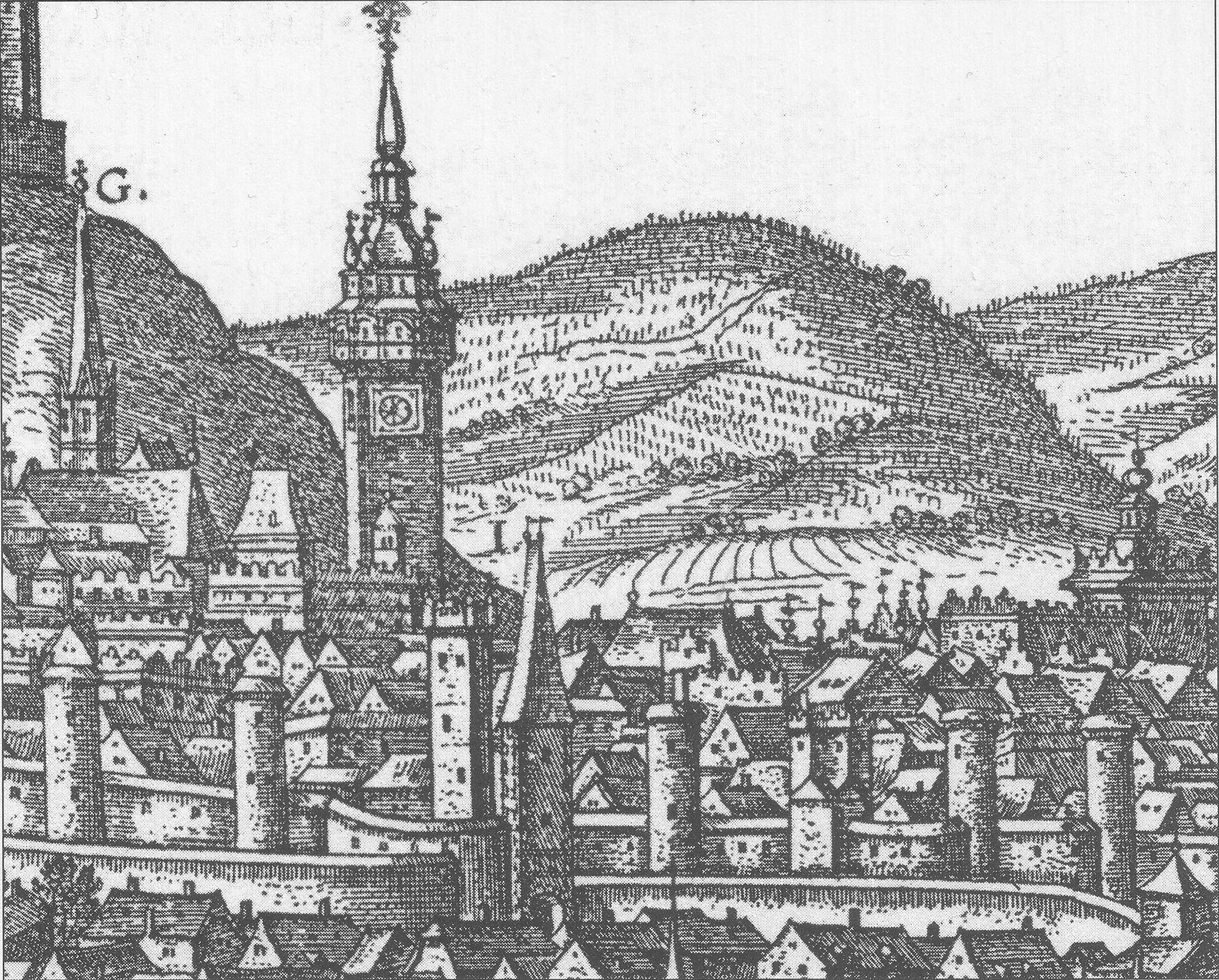
Brno s věží radnice v roce 1617

Počátky Staré radnice spadají do 13. století, kdy Brno získalo městská práva. V roce 1243 je zmiňován úřad rychtáře, který ale musel mít sídlo, jež lze s určitou pravděpodobností lokalizovat do míst dnešní Staré radnice. Parcela v dnešní Radnické ulici se nachází na důležitém místě, prakticky nejkratší spojnici dvou největších městských tržišť, Horního a Dolního trhu. Jednalo se o jednopatrový kamenný dům s věží. Vchod do radnice byl z ulice Radnické (tehdy Ostružnické) do dolní síně, která přiléhala z jižní strany k věži a ze které bylo přístupné i přízemí samotné věže. Horní síň, nacházející se nad dolní, byla přístupná z pavlače ve dvoře, kde se nacházelo venkovní schodiště. Tato budova je poprvé zmiňována jako rychta v roce 1304, v roce 1343 byla místem, kde jednala městská rada, a definitivně jako radnice je doložena roku 1373. V letech 1345–1347 byla sjednocením několika prostor v patře radnice vytvořena velká síň, roku 1348 byl do věže zavěšen zvon a v roce 1357 došlo k vydláždění dvora.
V první polovině 20. let 15. století byla k radnici přistavěna budova s kaplí Neposkvrněného početí Panny Marie, která byla vysvěcena roku 1424. Její zasvěcení bylo před rokem 1577 změněno na svatého Martina, v roce 1729 byla upravena (výmalba od Jana Jiřího Etgense, celkové zvětšení kaple), při josefinských reformách byla v roce 1784 zrušena, přepatrována a od roku 1785 využita jako kanceláře.

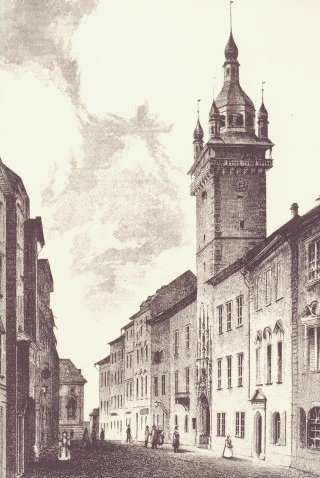
Radniční ulice s radnicí v roce 1842

Mezi lety 1494 a 1585 byly v radnici, jakožto nejbezpečnějším místě ve městě, uloženy Moravské zemské desky a knihy půhonné a nálezové. V průběhu 15. a 16. století byly pro potřeby městské správy k radnici přistavěny do hloubky parcely další budovy a hlavní budova byla nastavěna o druhé patro. Ve druhé polovině 15. století se jednalo například o věznici z režných cihel, rozšířenou dále v 17. a 18. století. Počátkem 16. století došlo k průrazu přízemí věže, čímž vznikl průjezd do radničního dvora. V letech 1510–1511 vznikl ve vchodu do průjezdu kamenný portál, jehož autorem je Antonín Pilgram. Prostřední z fiál je typicky zahnutá, což podle brněnské pověsti měla být Pilgramova odplata za to, že mu radní za portál nezaplatili plnou, předem dohodnutou částku.
Portál zahrnuje pět fiál, přičemž u paty každé z nich se nachází socha. Pod prostřední pokroucenou fiálou je umístěna socha ženy, která však pochází patrně až ze 17. století. O něco níže se po její levici i pravici nachází městští radní; po jejich stranách, na úrovni ještě nižší, stojí zbrojnoši nesoucí štíty se znaky Brna.
Další úpravy radnice proběhly v poslední čtvrtině 16. století, kdy v roce 1577 zvýšil Pietro Gabri věž o přibližně čtyři metry a zakončil ji vyhlídkovým ochozem. V letech 1587–1588 došlo ke stavbě další budovy ve dvoře, zároveň byla zřízena renesanční arkádová pavlač v nádvoří, která nově zpřístupnila patro hlavní radniční budovy, čímž radnice získala dnešní podobu. Někdy v tomto období (druhá polovina 16. a první polovina 17. století) bylo v radnici instalováno legendární kolo s drakem. Během obléhání Brna v roce 1645 byla radnice poškozena, k opravám došlo ve druhé polovině 17. století. V té době proběhly i úpravy některých interiérů, které v raně barokním duchu provedl Jan Křtitel Erna (1668–1669), jenž přestavěl nově připojený dům, navazující severním směrem na radnici, na dům městského syndika. Jednou z posledních větších úprav se stala stavba druhého patra věznice v roce 1709.

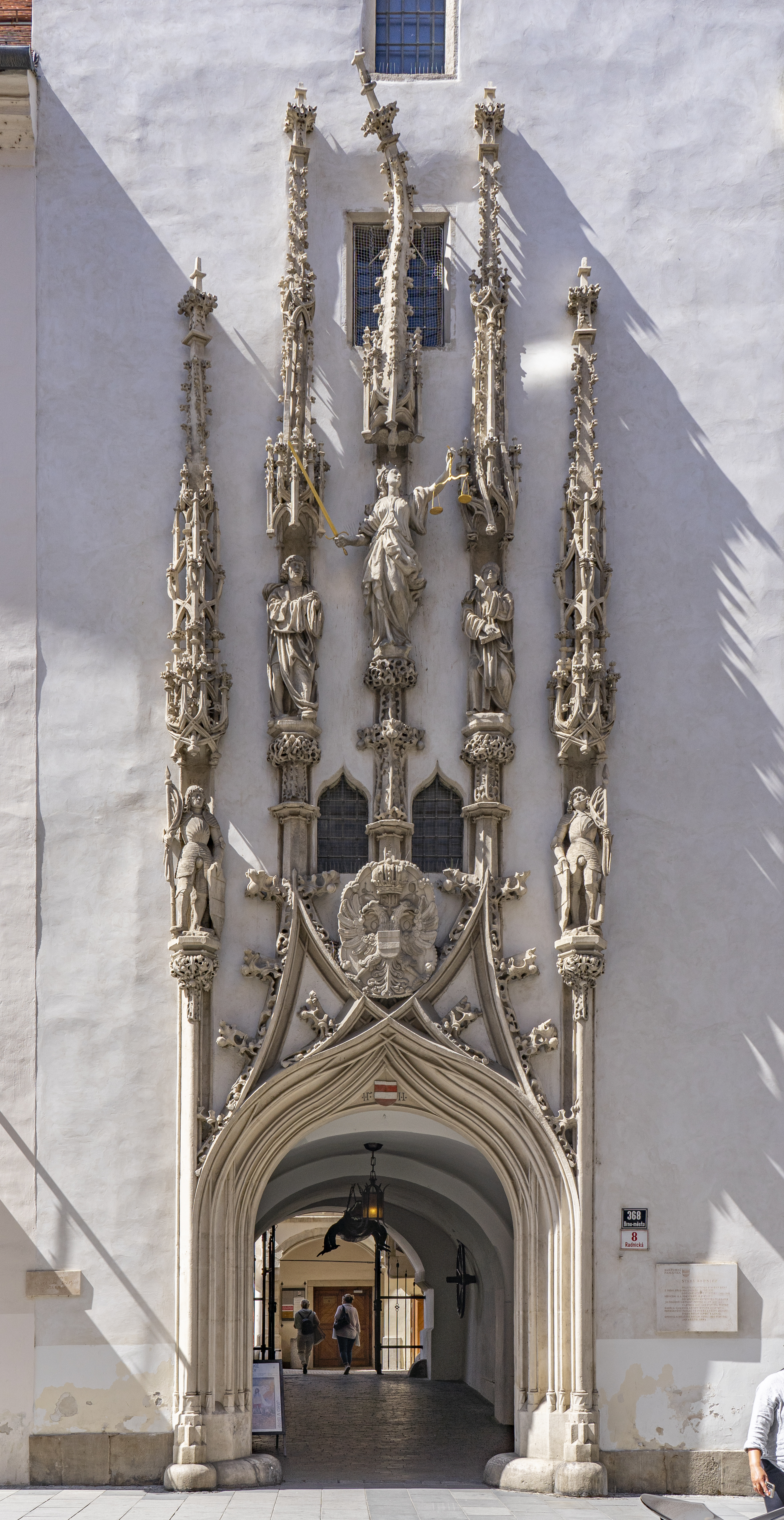
Portál Staré radnice od Antonína Pilgrama

Po připojení 29 samostatných obcí k Brnu v roce 1850 došlo k výraznému nárůstu počtu obyvatel a s tím související administrativy. Proto v roce 1873 město zakoupilo Zemský dům na Rybném trhu (dnešní Dominikánské náměstí), kam z radnice přesunulo některé úřady.
V rámci asanace města byla radniční věž v letech 1904–1905 zvýšena o pět metrů, vyhlídkový ochoz byl přemístěn do nové výšky a renesanční helmice byla nahrazena kopií.
Vznik tzv. Velkého Brna v roce 1919 kapacitní problémy radnice jenom prohloubil. Po dlouholetých dohadech (výstavba zcela nové radnice v bloku Radnická–Panská–Mečová–Zelný trh, nová budova u hlavního nádraží a jiné návrhy) se radní nakonec dohodli, že nebudou areál staré radnice nadále přestavovat ani rozšiřovat a v roce 1935 celou městskou správu přemístili do nedaleké budovy Zemského domu na Dominikánském náměstí. Zemskému domu se proto začalo říkat Nová radnice a původní sídlo vedení města je od té doby označováno jako Stará radnice.
Jelikož se poté pozornost upírala na budovu Nové radnice, budova Staré radnice začínala chátrat a teprve koncem 50. let 20. století se započalo se systematickými rekonstrukčními pracemi, které skončily až v devadesátých letech 20. století. Statické potíže však měla Stará radnice i v nedávné době, částečně také kvůli ražbě kolektoru pod Radnickou ulicí. Radniční věž na jedné straně postupně klesala a klesat začala i fasáda ze strany ulice. V roce 2007 radní schválili předběžný plán, podle kterého se mělo začít se statickým zajištěním a opravami, jež měly skončit v roce 2010 a měly stát 23 milionů korun. Kvůli nedostatku finančních prostředků ale byla rekonstrukce odložena, stavba byla nakonec pro návštěvníky uzavřena v lednu 2012. Po dokončení rekonstrukčních prací za přibližně 20 milionů korun byla radnice znovu otevřena v prosinci 2012.

## Současnost
Radniční budova, která se nachází v Radnické ulici mezi náměstím Svobody a Zelným trhem v katastrálním území Město Brno, je od 23. března 1964 kulturní památkou a od 1. července 2024 národní kulturní památkou. Dominantou radnice je radniční věž, která je přístupná veřejnosti a která poskytuje široký výhled na Brno. Výška věže je 62,66 m a vede na ni 173 schodů. V přízemí věže se nachází průjezd, jenž vede na nádvoří radnice a v němž je umístěn brněnský drak a brněnské kolo.
Areál Staré radnice je v současnosti využíván ke kulturním a společenským účelům. Městská organizace TIC Brno pořádá v radnici různé výstavy či koncerty a provozuje zde turistické informační centrum. Veřejnosti přístupné jsou také některé místnosti v budově Staré radnice – Ernův sál, Freskový sál, Křišťálový sál a tzv. Klenotnice. Ve věži je k vidění hodinový stroj a expozice o dějinách Staré radnice.

## Pověsti

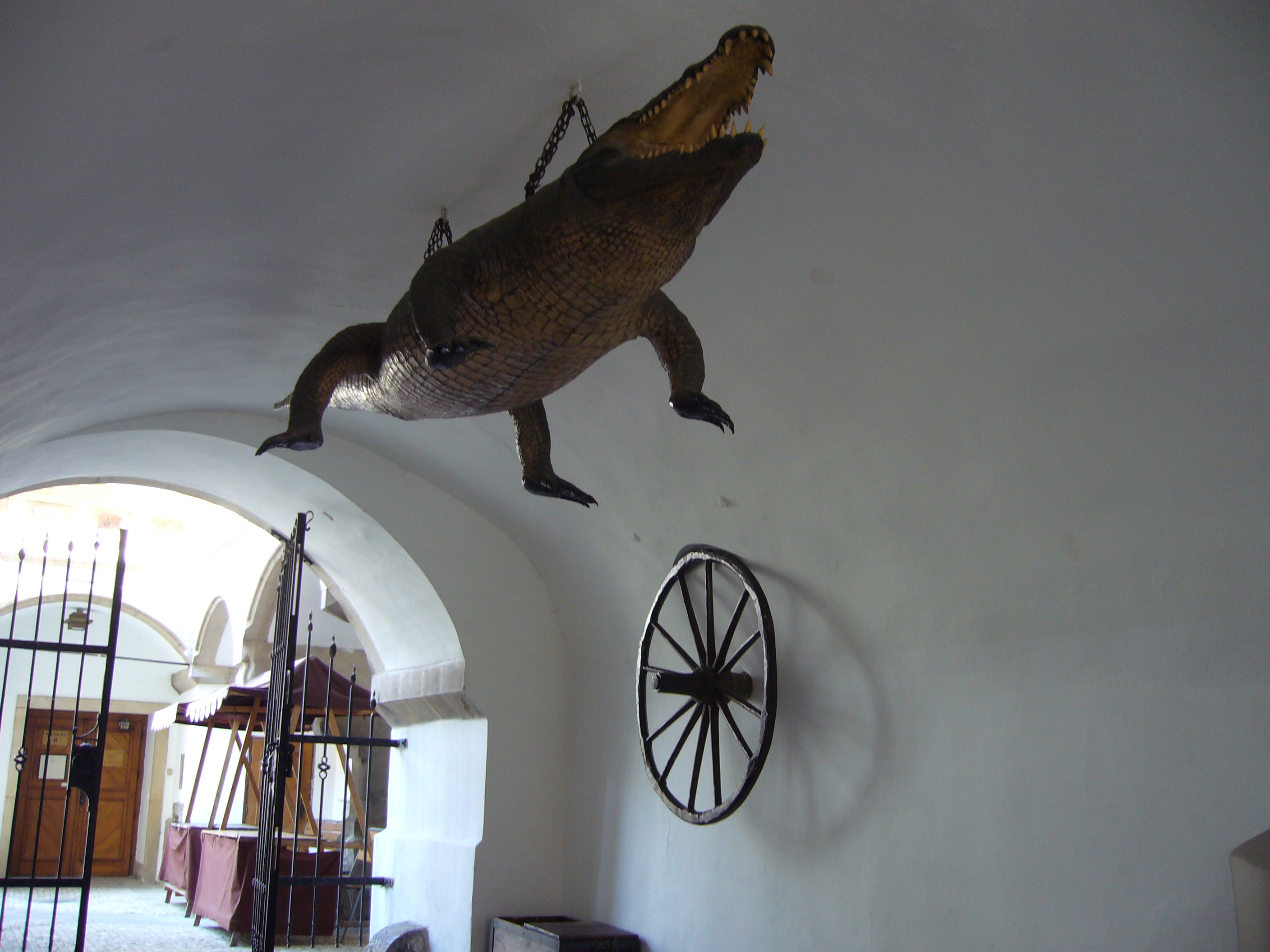
Brněnský drak a kolo v průjezdu Staré radnice

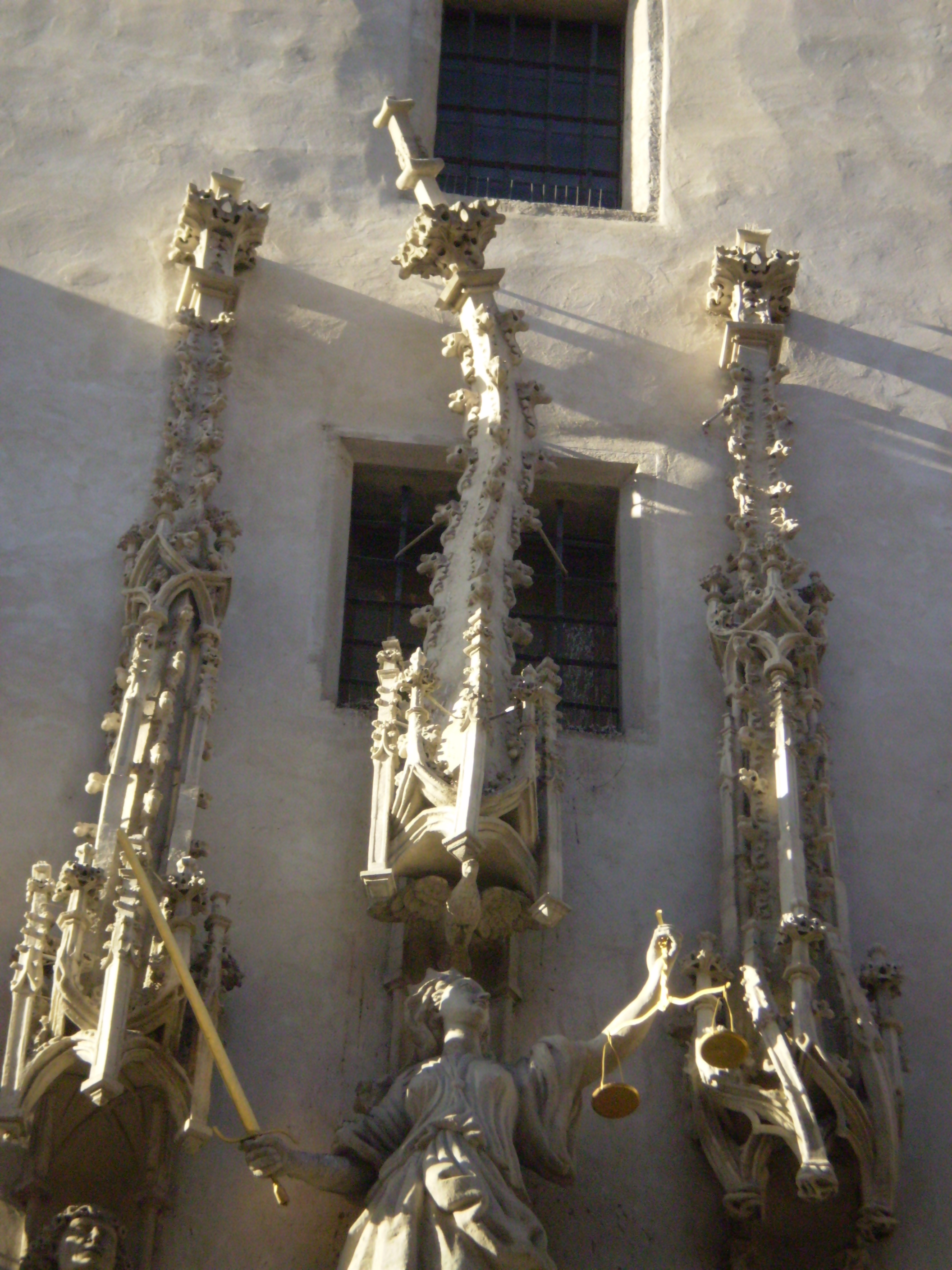
Pokroucená fiála na portálu Staré radnice

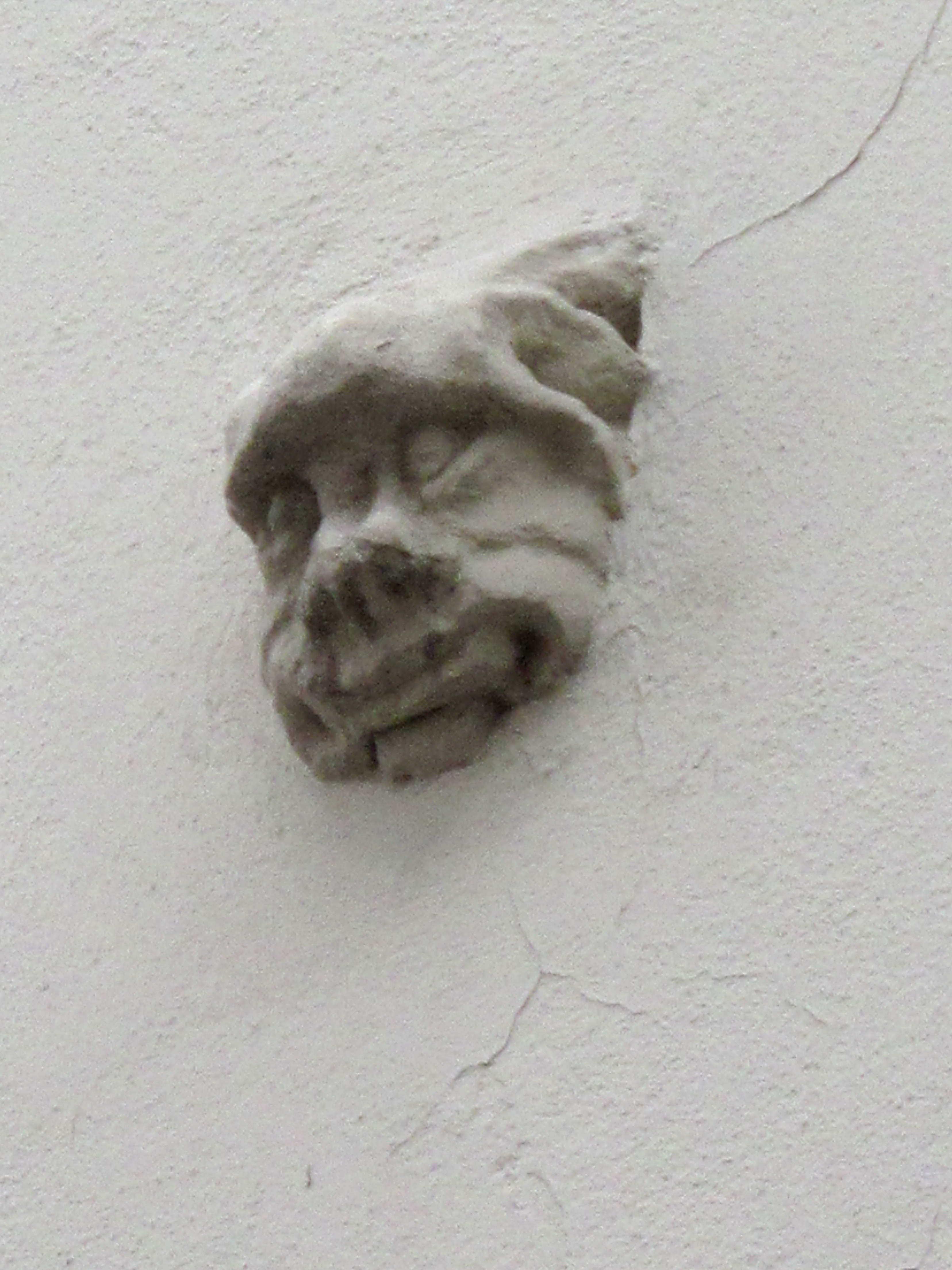
Zazděný radní v Mečové ulici

K brněnské Staré radnici se váže několik pověstí. Zřejmě nejznámějšími jsou pověst o brněnském drakovi a o brněnském kolu, přičemž oba tyto předměty jsou dosud vystaveny v průjezdu v přízemí věže. Další legendy, které mají souvislost se Starou radnicí, vyprávějí o pokroucené fiále na radničním gotickém portálu a o zazděném mužíčkovi v Mečové ulici.

### Brněnské kolo
Kolářský mistr Georg (Jiří) Birk žijící v Lednici se v hospodě s kamarády vsadil o 12 tolarů, že mezi východem a západem slunce pokácí strom, vyrobí z něj kolo, které poté dokutálí z Lednice až do Brna k rychtářovi, který mu o tom předá potvrzení. To se mu prý skutečně povedlo 14. května 1636 a od té doby visí Birkovo kolo v průjezdu radnice.
Vystavené kolo ale bylo vyrobeno v dílně a nepochází ani z jednoho kusu dřeva.

### Brněnský drak
Existuje více variant pověsti o brněnském drakovi. Jedna z nich vypráví o drakovi, který se usídlil v blízkosti Brna a který ohrožoval obyvatele i jejich dobytek. Aby se jej zbavili, jistí odvážlivci mu dovezli kožený vak s nehašeným vápnem (případně sírou), který drak sežral. Dostal poté žízeň a pořádně se napil vody, což jej ale zabilo.
V jiné verzi se drak objevil u Trutnova, kde jej i zabili. V Brně se zrovna tehdy (v roce 1608) konal sněm, jehož účastníkem byl i arcivévoda Matyáš, kterému zabitého draka trutnovští darovali. Arcivévoda ale draka po skončení sněmu daroval městu Brnu, které jej vystavilo v průjezdu radnice.
Existence vystaveného „draka“ (ve skutečnosti vycpaného krokodýla) je doložena již v roce 1568, kdy jej za čtyři zlaté namaloval malíř. V dalších letech pak byl ještě dle záznamů (městských účtů) odčervován, vykuřován a jinak restaurován.

### Pokroucená fiála
Pro nový portál si brněnští radní pozvali mistra Antonína Pilgrama, místního rodáka, který se vyučil u pražských kameníků. Slíbili mu tři hřivny stříbra, náklady na materiál a mzdu pro pracovníky, když postaví takový portál, který nikde nemají. Nezaplatili mu ale zálohu, Pilgram začal na zlost pít, ale zároveň kreslil plány. A když dělníci začali portál sestavovat z dílů, které vytesali dle mistrových plánů, zjistili, že fiály (zvláště ta nejvyšší prostřední) jsou pokroucené. Pilgramovi proto radní chtěli strhnout odměnu a také celé město se mu posmívalo, kamenický mistr tedy proto raději odešel do Vídně, kde se podílel na stavbě katedrály svatého Štěpána.
Jiná verze hovoří o tom, že mistr Pilgram nedostal za svoji práci vůbec zaplaceno, a proto naschvál ohnul prostřední fiálu portálu (řka, že je pokřivená jako spravedlnost ve městě Brně), aby se radním pomstil.

### Zazděný radní

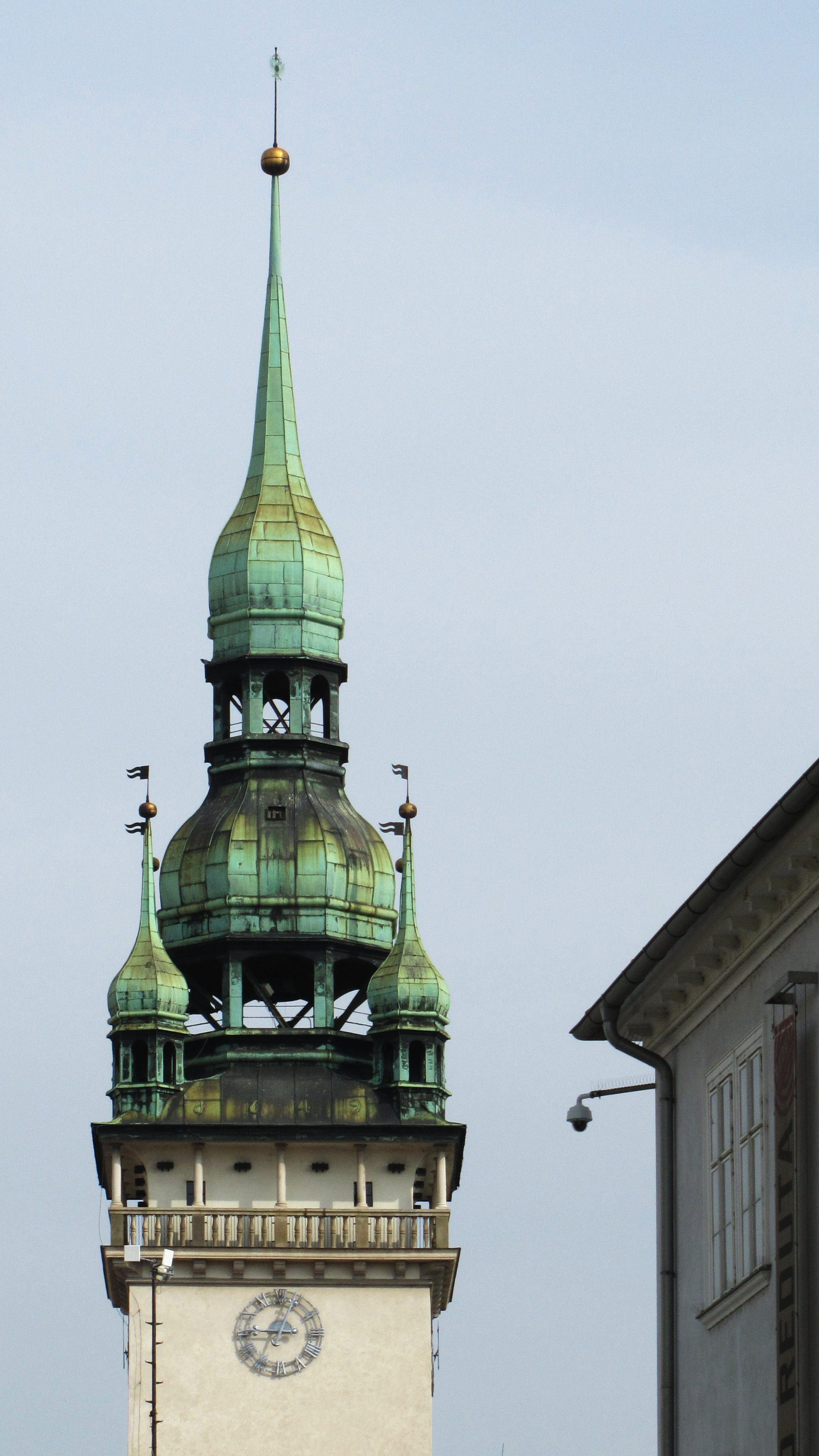
Radniční věž

Za husitských válek se husitské vojsko dostalo až k Brnu a chtělo jej dobýt. Protože ale bylo město chráněno silnými hradbami, tajně získali některé měšťany na svou stranu a ti jim měli otevřít brány. O tomto spiknutí se dozvěděl šašek císaře Zikmunda Boro, který všechno vyzradil na radnici. Všech šest radních-zrádců zatkli a popravili a hlavu hlavního spiklence Haase nabodli na kůl a vystavili pro výstrahu na radnici. Po nějakém čase podle ní vytvořil sochař hlavu kamennou, kterou zasadil do zdi vedle zadního vchodu do radnice v Mečové ulici, kde se nachází dodnes.
„Zazděná hlava radního“ v Mečové ulici je ve skutečnosti pozdně gotický maskaron.